# Jacqueline Bloch
Jacqueline Bloch (1967) é uma física francesa, especialista em nanotecnologia, membro da Académie des Sciences.

## Formação e carreira
Jacqueline Bloch estudou engenharia na École supérieure de physique et de chimie industrielles de la ville de Paris (ESPCI), graduando-se em 1991. Obteve um doutorado na Universidade Pierre e Marie Curie, com uma tese sobre as propriedades ópticas de arames quânticos. Em 1994 foi para o Centre national de la recherche scientifique (CNRS), onde conduziu pesquisas no L2M (Laboratoire de microstructures et de microélecroniques) em Bagneux, que depois mudou-se transformando-se no LPN (Laboratoire de photonique et nanostructures) em Marcoussis em 2001. Em 1998 passou um ano lá. Em particular, fez descobertas fundamentais no estudo da física de polaritons.

## Prêmios e condecorações
- 2014: Cavaleiro da Ordem Nacional da Legião de Honra

- 2015: Prix Jean Ricard da Société Française de Physique[2]

- 2017: Medalha de Prata CNRS

- 2019: Prêmio Ampère[3]

- 2019: Eleita membro da Académie des Sciences[4] na seção de física.